# Jonaswalde

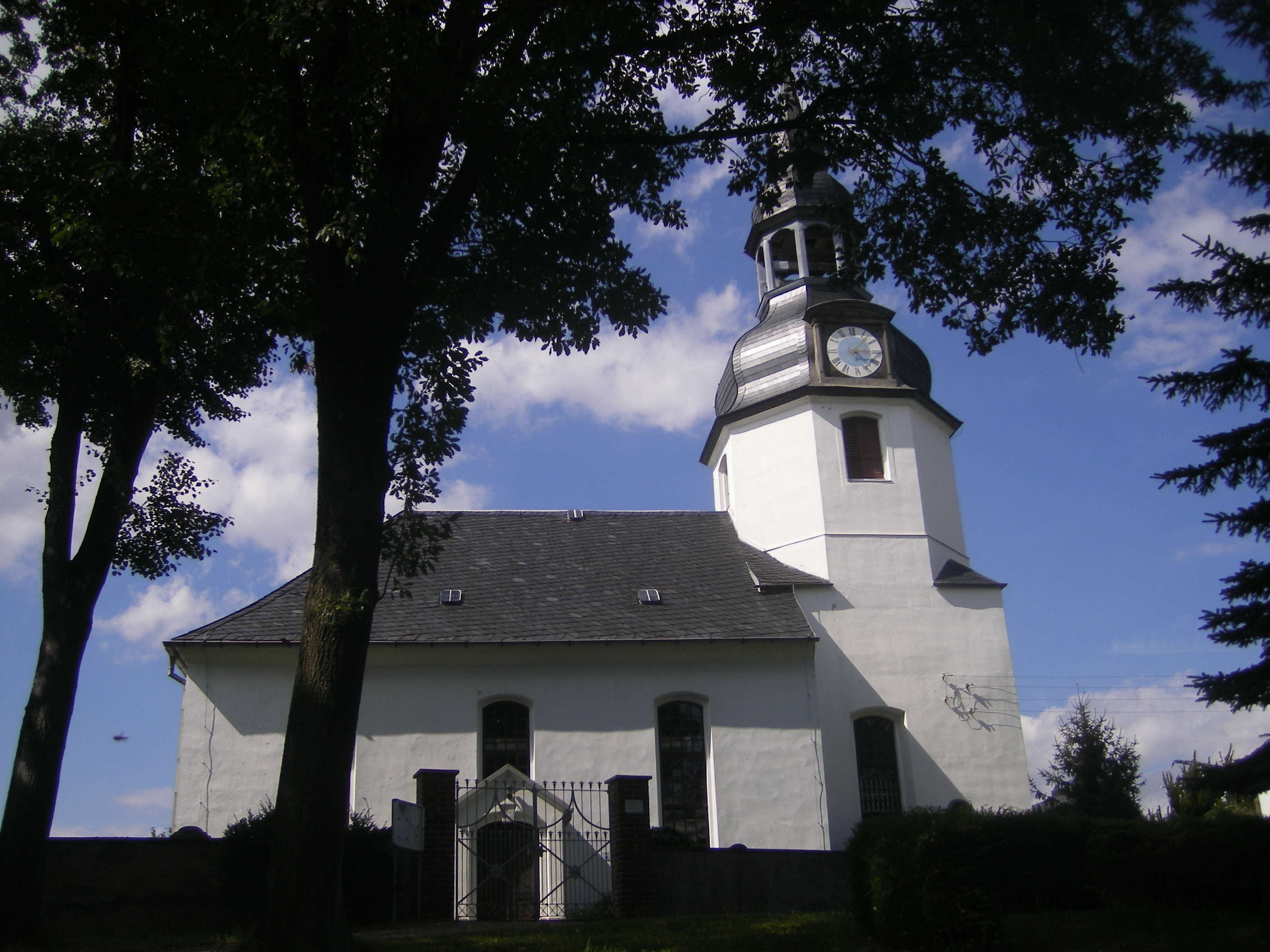
Dorfkirche

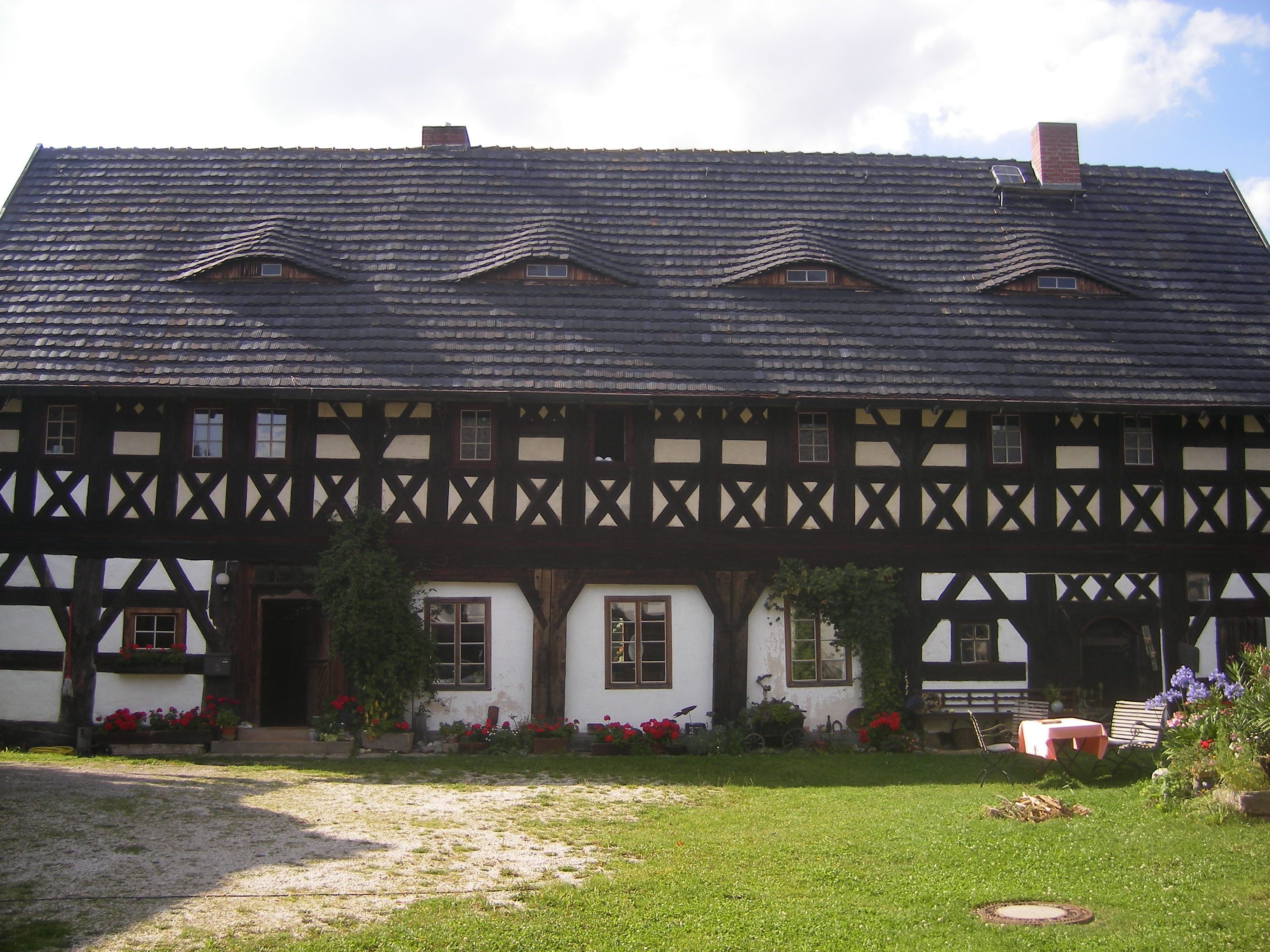
Umgebindehaus

Jonaswalde ist eine kreisangehörige Gemeinde im äußersten Süden des thüringischen Landkreises Altenburger Land. Sie gehört zur Verwaltungsgemeinschaft Oberes Sprottental.

## Geographie

### Geographische Lage
Jonaswalde liegt am Übergang vom Ronneburger Acker- und Bergbaugebiet zum Oberen Pleißeland. Die Gemeinde wird überwiegend landwirtschaftlich genutzt, lediglich am Südrand des Gemeindegebiets befindet sich ein Forst. Im Süden der Gemeinde verläuft der Oberlauf der Heukewalder Sprotte, die unweit der Gemeindegrenze bei Großpillingsdorf entspringt. Die nächsten Städte sind Crimmitschau (8 km östlich), Ronneburg (8 km nordwestlich) und Schmölln (8 km nordöstlich).

### Nachbargemeinden
Angrenzende Gemeinden sind Heukewalde, Thonhausen und Vollmershain im Landkreis Altenburger Land, Rückersdorf im Landkreis Greiz sowie die Stadt Crimmitschau im sächsischen Landkreis Zwickau. Die Stadt Crimmitschau grenzt mit ihren Ortsteilen Mannichswalde und Blankenhain nur mittelbar an.

### Gemeindegliederung
Die Gemeinde besteht aus den Ortsteilen Jonaswalde und Nischwitz.

## Geschichte
Jonaswalde wurde in der Zeit von 1181 bis 1214 erstmals urkundlich erwähnt. Von 1826 bis 1920 gehörte Jonaswalde zu Sachsen-Altenburg und war seit 1900 dem Landratsamt Ronneburg zugehörig. Von 1922 bis 1952 gehörte die Gemeinde zum Landkreis Gera und kam anschließend zum Kreis Schmölln.
1745 wurden die heutige Kirche und der Turm im Barockstil erbaut.
Nischwitz wurde am 1. April 1974 eingemeindet.

### Einwohnerentwicklung
1910 lebten in Jonaswalde 232 Einwohner, zusammen mit Nischwitz waren es 529. 1933 hatte Jonaswalde 213 und Nischwitz 249 Einwohner. 1939 waren es 214 beziehungsweise 218 Einwohner.
Entwicklung der Einwohnerzahl (ab 1994: Stand jeweils 31. Dezember):
| - 1994: 356 - 1995: 360 - 1996: 358 - 1997: 358 - 1998: 356 - 1999: 357 | - 2000: 358 - 2001: 355 - 2002: 356 - 2003: 348 - 2004: 354 - 2005: 342 | - 2006: 350 - 2007: 348 - 2008: 345 - 2009: 337 - 2010: 329 - 2011: 311 | - 2012: 309 - 2013: 308 - 2014: 300 - 2015: 296 - 2016: 299 - 2017: 307 | - 2018: 306 - 2019: 305 - 2020: 318 - 2021: 316 - 2022: 317 - 2023: 320 |

 Datenquelle ab 1994: Thüringer Landesamt für Statistik

## Politik

### Gemeinderat
Seit der Kommunalwahl am 25. Mai 2014 setzt sich der Gemeinderat wie folgt zusammen:
- FFW Nischwitz: 4 Sitze (59,1 %)
- FFW Jonaswalde: 2 Sitze (40,9 %)

Die Wahlbeteiligung lag bei 70,4 % (+9,6 %).

### Bürgermeister
Der bis 2012 amtierende Bürgermeister Rolf Matthes (FFW) wurde bereits 1969 in den Gemeinderat gewählt und war von 1971 bis 1974 sowie von 1978 an Amtsinhaber. Am 6. Mai 2012 wurde André Vohs zum neuen Bürgermeister gewählt. Er wurde am 15. April 2018 mit 98,9 % der gültigen Stimmen bei einer Wahlbeteiligung von 70,8 % im Amt bestätigt. Lediglich zwei Personen schrieben eigene Kandidaten auf den Wahlzettel. Vohs wurde am 26. Mai 2024 ohne angetretenen Gegenkandidat mit 99 % bei einer Wahlbeteiligung von 80,8 % wiedergewählt.

## Wirtschaft und Infrastruktur
Jonaswalde ist über die Kreisstraße K 504 an die Anschlussstelle Schmölln der A 4 bei Schönhaide angeschlossen. Von Nischwitz führt die K 504 südwärts zur thüringisch-sächsischen Landesgrenze bei Blankenhain. Die K 502 führt von Nischwitz über Heukewalde nach Posterstein. Weitere Ortsverbindungsstraßen führen von Jonaswalde nach Heukewalde und Vollmershain sowie von Nischwitz über Großpillingsdorf nach Vogelgesang. Die Gemeinde liegt im Mitteldeutschen Verkehrsverbund und ist über die an Werktagen außer an Samstagen verkehrenden Buslinien 355 Schmölln–Untschen–Thonhausen sowie 357 Schmölln–Selka–Weißbach–Brandrübel–Schönhaide–Thonhausen–Nischwitz der THÜSAC Personennahverkehrsgesellschaft angebunden. Die nächste Bahnstation befindet sich im vier Kilometer nördlich gelegenen Nöbdenitz.

### Wasserver- und Abwasserentsorgung
Die Gemeinde Jomaswalde hat die Aufgaben der Wasserver- und Abwasserentsorgung an die Verwaltungsgemeinschaft Oberes Sprottental übertragen. Diese erledigen diese Aufgabe mit Hilfe des Eigenbetriebs Gemeindewerke "Oberes Sprottental".

## Persönlichkeiten
- Gottfried Tauber (1766–1825), Instrumentenhändler und Optiker in Leipzig
- Heinrich Bergner (1865–1918), evangelischer Pfarrer und Kunsthistoriker